# سلام بر غم (فیلم)
سلام بر غم (فرانسوی: Bonjour Tristesse‎) فیلمی به کارگردانی اتو پرمینجر است که در سال ۱۹۵۸ منتشر شد.

## بازیگران
- دبورا کار
- دیوید نیون
- جین سیبرگ
- جفری هورن
- ژولیت گرکو
- والتر کیاری
- جین کنت
- رولاند کالور